# Amalia de la Vega
Amalia de la Vega, seudónimo de María Celia Martínez Fernández (19 de enero de 1919, Melo - 25 de agosto de 2000, Montevideo) y apodada La Calandria Oriental, fue una cantante y compositora uruguaya. Hija de Luis Martínez Guichón y de Emma Fernández Perea. 

## Biografía
Se destacó como cantante popular y clásica. Cultivó un estilo muy propio y personal que, a través de las milongas, las cifras, los estilos y las vidalitas.
En 1942 hizo su debut en el estudio de la Radio El Espectador y más tarde se hizo conocida a través de las fonoplateas de Radio Carve y Radio El Espectador, ¿acompañada al piano por la inolvidable Beba Ponce de León?. Amalia de la Vega jerarquizó escenarios nacionales e internacionales, recorriendo muchas veces Argentina, Brasil y Chile acompañada por las guitarras criollas que fueron motivo, siempre, de un gran amor y devoción. Ella misma también supo tocar la guitarra de oído, musicalizando poemas de Tabaré Regules, de Serafín J. García y de Juana de Ibarbourou.
Grabó varios discos de 78 y de 33 r. p. m. en los sellos Sondor, Antar, Orfeo  y Telefunken.
El número de los simples y larga duración supera largamente el ciento, entre los que se cuentan: "Amalia la nuestra", "Mientras fui dichosa", "Manos ásperas", "El lazo", "Poetas nativistas orientales", "Mate amargo", "Colonia del Sacramento" y "Juana de América”. En unos fue acompañada por el maestro Federico García Vigil, en otros por el maestro Walter Alfaro y, casi siempre, con las guitarras de Mario Núñez, Gualberto Freire y Antonio Beltrán Espina.no se cual fue so hermanos!

## Su pensamiento respecto a otros artistas de la época
Amalia manifestó muchas veces refiriéndose a los artistas que influyeron en la formación de su canto, decía: 
"Para mí la única voz es Gardel y lo seguirá siendo, una maravilla. En mi desvelo pongo la radio y siempre lo estoy escuchando".
Y en una expresión polémica que, tal vez, constituya, sin embargo, la mejor definición de su maravillosa forma de cantar, Amalia de la Vega agregaba:
"Lo que pasa es que ha habido tantos imitadores y tanta gente que canta tangos, que uno compara, y yo digo, caramba, porqué hacen esas cosas complicadas, por qué no escuchan a Gardel. Muchos dicen que su ídolo es Gardel y ¿por qué no llegan a esa sencillez?".

## Cómo era vista por otros artistas
Según Atahualpa Yupanqui sobre Amalia de la Vega 
"Su voz era como el sonido que parece surgir desde las entrañas de la madre tierra con la autenticidad de los grandes artistas".
Alfredo Zitarrosa, la consideraba como la número uno de todas las épocas
Yo una vez le escuché decir, muchos años después, a Mercedes Sosa, "que a ella se le criticaba porque cantaba folclore, porque eso del folclore era cuestión de empanada y vino y de bajo".
Cuando se habla muchas veces del folclore, nosotros muchas veces hablamos del folclore argentino, pero el nuestro tiene señas e identidades muy profundas en el cielito, en la cifra, en el estilo y en las milongas y Amalia De La Vega cantaba en estilo, en cifra y en milonga, que es ya hablar de la música más profunda de la Banda Oriental.
En la escuela pública en los años 50 se difundían esos valores culturales de la nacionalidad oriental a través de las canciones interpretadas por Amalia De La Vega. Entonces, eso hay que valorarlo en Amalia de la Vega, en el género femenino la valentía y la convicción de su arte, de difundirlo y de desarrollarlo en épocas muy difíciles y con tanto talento que perdura y perdurará, sin duda, por muchísimos años. Tanto que nos lleva a decir que quizás en su personalidad encontramos el Gardel femenino, ese Gardel femenino de esta Tierra.

## Discografía
Su primera grabación la hace para el Sello Sondor  el 10 de marzo del 1949 con la vidalita Cerro Largo (Sondor 5219). Le siguen una serie de discos 78 RPM que luego serían reeditados sucesivas veces, tanto en discos de 45 RPM, 33 RPM y CD.

### Editado en 78 rpm
- Cerro Largo / Totora (Sondor 5219. 1949)
- Vidalita / De paseo (Sondor 5354. 1949)
- El zorzal / Las ilusiones (Sondor 15037. 1954)
- El chingolo / Palomita distante (Sondor 15038. 1954)
- Los sesenta granaderos / Flor de ceibo (Sondor 15039. 1954)
- Por un cariño / Mate amargo (Sondor 15040. 1954)
- Poncho castaño / Overo azulejo (RCA 682194. 1954)
- Cantando / Guitarra (RCA 682195. 1954)
- Mi rancho / Mata de arrayán florido (Sondor 5891. 1957)
- Tristeando / Agua y sol del Paraná (Sondor 5892. 1957)
- Lo que quisiera tener / La torcacita (Sondor 5893. 1957)
- Canto del chingolo / Charquito (Sondor 5894.1957)

### Ediciones LP
- Amalia de la Vega (Antar FP 33-087.
- El lazo de canciones (Sondor 33016. 1958)
- Amalia de la Vega (Antar PLP 5029. 1963) (editado como "Señora del folclore" en Argentina por el sello Diapasón GL4030)
- Mate amargo (Antar PLP 5042. 1963)
- Amalia la nuestra (Orfeo SULP 90589. 1975)
- Mientras fui dichosa (Orfeo SULP 90604.1976)
- Manos ásperas (Orfeo SULP 90618. 1978)
- Colonia del Sacramento (Orfeo SULP 90622. 1979)
- Juana de América (Orfeo 90628. 1980)
- Poetas nativistas orientales (Orfeo SCO 90674. 1982)

### Reediciones y recopilaciones
- Amalia de la Vega (Sondor 45007. 1954)
- Cerro Largo (Sondor 45036. 1955)
- A mi rancho (Sondor SLP 041. 1957)
- Amalia de la Vega (Sondor 3127. 1963)
- Amalia de la Vega (Sondor 3128. 1963)
- El lazo de canciones (Sondor 3016-2. 1997)
- Lo que quisiera tener (Sondor 8262-2. 2006)

## Homenajes varios
- En 2019 se inaugura un mural en su honor, obra de José Gallino, como parte de un corredor artístico en las inmediaciones del Palacio Legislativo.[5]